# 리처드 해리스
리처드 해리스(Richard St. John Harris, 1930년 10월 1일~2002년 10월 25일)는 아일랜드의 영화 배우이다.
로열셰익스피어극단 단원이었으며, 1956년 연극 《다리에서 바라본 풍경》으로 데뷔하였다.
해리 포터 시리즈 1편 《해리 포터와 마법사의 돌》에 이어 2편 《해리 포터와 비밀의 방》에서 호그와트 교장 알버스 덤블도어 역을 맡았다.
2002년 10월 25일 호지킨 림프종으로 세상을 떠났다.

## 출연 작품

### 영화
- 붉은 사막 (1964)
- 말이라 불리운 사나이 (1970)
- 용서받지 못한 자 (1992) - 잉글리시 밥 역
- 러브 오브 시베리아 (1998) - 맥크리건 역
- 글래디에이터 (2000) - 아우렐리우스 황제 역
- 해리 포터와 마법사의 돌 (2001) - 알버스 덤블도어 역
  - 해리 포터와 비밀의 방 (2002, 유작)

## 수상
- 1963년 제16회 칸 영화제 남우주연상
- 1968년 골든 글로브 시상식 뮤지컬, 코미디부문 남우주연상
- 1971년 제7회 모스크바 영화제 남우주연상
- 1987년 스크랜턴 대학교 명예박사